# ¿Quién mató al capitán Alex?
¿Quién mató al capitán Alex? es una película de comedia de acción de Uganda de 2010 escrita, producida y dirigida por Nabwana Isaac Geoffrey Godfrey (IGG), en Wakaliwood, un estudio de muy bajo presupuesto en Kampala, Uganda. Ha ganado notoriedad viral por ser una película de acción sin presupuesto, producida con un presupuesto reportado de menos de $ 200, aunque el productor Alan Hofmanis admitió que costaba apenas $ 85. Un avance de la película se subió a YouTube en enero de 2010 y se ha visto más de 5,5 millones de veces hasta diciembre de 2020. La versión original de la película se perdió debido a cortes de energía y "condiciones difíciles", mientras que la versión superviviente de ¿Quién mató al Capitán Alex? publicado en línea incluye un comentario en inglés de "Video Joker" que agrega bromas sobre los personajes.

## Trama
El Capitán Alex, uno de los oficiales más condecorados de la Fuerza de Defensa del Pueblo de Uganda, es enviado para destruir al malvado Richard y su Tiger Mafia, una organización criminal que controla la ciudad de Kampala desde las sombras. Después de que el Capitán Alex captura al hermano de Richard durante una misión de comando en Wakaliga, perdiendo innumerables hombres en el proceso, Richard se propone vengarse. Envía a una espía para seducir al Capitán Alex para que la Mafia del Tigre lo capture. Más tarde esa noche, se escucha un grito desde la tienda y el Capitán Alex es encontrado muerto, pero nadie está seguro de quién lo mató. El hermano del capitán Alex, un monje Shaolin ugandés apodado Bruce U (una obra de Bruce Lee, ya que es conocido por sus excepcionales habilidades de kung fu), llega a Kampala en busca del asesino. Después de pelear con los artistas marciales del templo cercano, conoce al maestro del templo. Bruce U le ruega desesperadamente al maestro que lo ayude en su misión de venganza, pero el maestro se niega, diciendo que las artes marciales no deben usarse para venganza y rabia, sino para mantener un estilo de vida saludable. Bruce U se va frustrado, y el maestro le recuerda que traiga un pastel en su próxima reunión. Después de pasar la noche en un árbol, Bruce U se despierta y comienza su rutina de entrenamiento. Mientras prepara su desayuno, se encuentra con una mujer llamada Ritah, una de las esposas de Richard que ha perdido la memoria después de recibir un disparo de Richard (Richard tiene tantas esposas que son prescindibles).
La UPDF, ahora privada de un líder tan magnífico como Alex, lucha por formular un plan de captura para Richard. Sin embargo, después de analizar un mapa de Uganda, encuentran un área selvática que enlaza con el presunto almacén en el que se esconde Richard. Mientras tanto, Richard le dice a Puffs, su subordinado de Rusia, que robe un helicóptero del ejército y bombardee Kampala. Mientras Puffs causa estragos en Kampala con el helicóptero, Bruce U es capturado por Tiger Mafia. Ahora en el almacén, Bruce U se encuentra cara a cara con Richard, quien ordena a los asesinos de Puffs que ataquen a Bruce U y luchen contra él uno a uno. Bruce U, sin embargo, los desafía a todos a la vez hasta que se ve abrumado por uno de los estilos de kickboxing de los asesinos. Sin embargo, justo a tiempo, los militares se acercan al almacén y obligan a la mafia de los tigres a evacuar. Después de que el ejército ugandés rastrea a Richard, se produce una secuencia de acción que incluye varios helicópteros, innumerables explosiones y un inmenso recuento de cadáveres. Después de una emboscada prolongada, una reacción en cadena mata a Puffs y abruma a Richard hasta el punto en que es herido y detenido, mientras jura venganza en la secuela. Al final, sin embargo, cuando el gobierno coloca a Uganda bajo la ley marcial, nadie sabe quién mató al capitán Alex.

## Reparto
| Actor              | Personaje   | Notas                 |
| ------------------ | ----------- | --------------------- |
| Kakule William     | Cap. Alex   |                       |
| Sseruyna Ernest    | Richard     |                       |
| Bukenya Charles    | Bruce U     | hermano del Cap. Alex |
| Nakyambadde Prossy | Ritah       |                       |
| Faizat Muhammed    | Natasha     |                       |
| G. bocanadas       | bocanadas   |                       |
| Kaggwa Bonny       | ministro    |                       |
| Babirye Ssekweyama | Vicky       |                       |
| Bisaso Dauda       | Rock        |                       |
| Musisi David       | Tom         |                       |
| Ssebanja Ivan      | maestro     |                       |
| VJ Emmie           | Video Joker | Voz                   |

## Secuela
Nabwana IGG había completado el trabajo en la secuela de 2010 Tebaatusasula (Luganda: "Aquellos que fueron jodidos") cuando una sobrecarga masiva de energía en Wakaliga destruyó el disco duro que contenía el metraje de la película, resultando en una película perdida.